# Clan Satake
Il Clan Satake (佐竹氏?, Satake-shi) fu un clan giapponese che rivendicava la propria discendenza dal Clan Minamoto. Inizialmente il clan era situato nella provincia di Hitachi. Fu sottomesso da Minamoto no Yoritomo nel tardo XII secolo, e successivamente entrò al servizio di Yoritomo come vassallo.
Nel periodo Muromachi, i Satake servirono come shugo della provincia di Hitachi (oggi prefettura di Ibaraki), sotto l'ègida dello shogunato Ashikaga. Il clan si schierò con la coalizione Ovest durante la battaglia di Sekigahara, e fu punita da Tokugawa Ieyasu che li spostò in un dominio più piccolo nel nord della provincia di Dewa all'inizio del periodo Edo. I Satake sopravvissero come daimyō nel dominio di Kubota (provincia di Dewa) (noto anche come dominio di Akita). Durante il periodo Edo, due rami maggiori del clan vennero fondati, uno governò il feudo di Iwasaki, mentre l'altro il feudo di Kubota-Shinden.
Durante la guerra Boshin del 1868-69, i Satake furono firmatari del patto che formò il Ōuetsu Reppan Dōmei, ma dopo una discussione interna e un disaccordo con il dominio di Sendai, il clan si è unì alle forze imperiali per piegare l'alleanza. Come tutte le altre famiglie di daimyō, il clan fu sciolto ed adattato al nuovo sistema Kazoku nel 1871.

## Origini
Il Clan Satake dichiarava di discendere da Satake Masayoshi, nipote del grande guerriero dell'XI secolo Minamoto no Yoshimitsu. Yoshimitsu ricevette terre nelle province di Mutsu e Hitachi come ricompensa per il suo servizio militare, e prese dimora presso il villaggio Satake a Hitachi. Yoshimitsu diede il territorio attorno al villaggio a suo figlio Yoshinobu. Yoshinobu a sua voltà lo diede a suo figlio Masayoshi. Il clan Satake rimase a Hitachi finché non gli fu ordinato di spostarsi nel 1602.
Nel Masayoshi 1106 guidò una ribellione contro Minamoto no Yoshikuni, un potente signore della vicina Shimotsuke, ma fu sconfitto ed ucciso, il che costrinse il clan a tornare a Hitachi. Durante la guerra Genpei, il figlio di Masayoshi, Takayoshi, si schierò con Taira no Kiyomori. Il clan Satake fu sconfitto da Minamoto no Yoritomo nel 1180, ed i suoi territori confiscati fino a quando, nove anni più tardi, Yoritomo perdonò il figlio di Takayoshi, Hideyoshi, e gli permise di diventare suo vassallo. Hideyoshi servì Yoritomo in un attacco alla provincia di Mutsu. Il clan Satake tornò più tardi ai loro territori di Hitachi.

## Periodo Muromachi e Sengoku

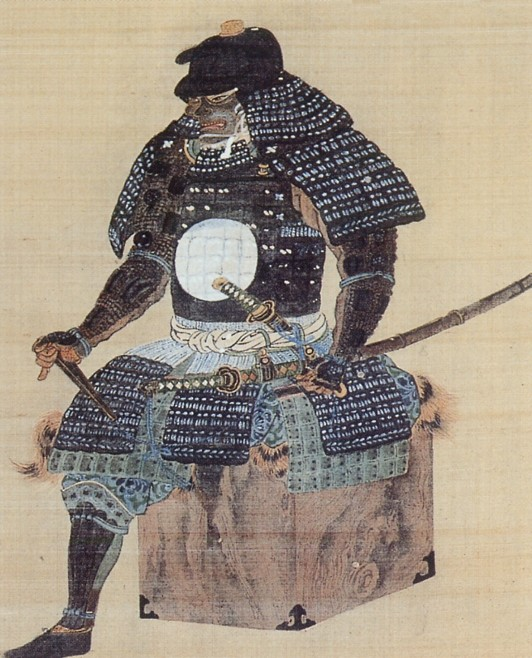
Immagine di Satake Yoshinobu in armatura, importante guida del clan Satake durante il periodo Sengoku

Nel periodo Muromachi (1336–1573), il clan Satake servì come shugo della provincia di Hitachi. Furono vassalli del Kamakura-kubō, che da Kamakura supervisionava il Kantō per lo shogunato Ashikaga. In quel periodo il clan Satake ebbe un importante ruolo militare sotto la bandiera Ashikaga.
Nel periodo Sengoku il clan lavorò per unificare i clan ribelli della regione Hitachi sotto il suo controllo. Satake Yoshishige, figlio di Satake Yoshiaki, capo del clan verso la fine del periodo Sengoku, era rinomato per la sua ferocia in battaglia; infatti era conosciuito anche come "Ogre Yoshishige" (鬼義重?, Oni Yoshishige). Combatté spesso contro il clan Hōjō, che stava espandendo i suoi domini nel sud di Hitachi. Uno di questi scontri fu la battaglia di Numajiri, dove 20.000 uomini guidati da Yoshishige combatterono contro 80.000 soldati Hōjō. I Satake vinsero soprattutto per l'utilizzo di più di 8.000 fucili a miccia delle sue truppe.
Nel 1588 e nuovamente nel 1589, i Satake combatterono contro il clan Date a Sukagawa, ma furono alla fine sconfitti dalle forze guidate da Date Masamune.
Nel 1590, sotto la guida del figlio di Yoshishige, Satake Yoshinobu, il clan giurò fedeltà a Toyotomi Hideyoshi durante l'assedio di Odawara. Dopo la caduta di Odawara, Hideyoshi li accolse come vassalli, e gli garantì il mantenimento del loro feudo da 540.000 koku nella provincia di Hitachi. Dopo aver ricevuto da Hideyoshi il riconoscimento di governatore della provincia, Yoshinobu rafforzò il suo sforzo per unirla sotto la sua guida. Riunì quasi tutta la provincia sotto la sua guida eccetto le aree di Tsuchiura e Shimodate, il cui controllo fu affidato da Hideyoshi al clan Yūki.
Nel 1593 il clan Satake partecipò alle invasioni giapponesi della Corea, dispiegando truppe al castello di Nagoya nella provincia di Hizen.

## Periodo Edo
Nel 1600 i Satake si schierarono con la coalizione Ovest durante la battaglia di Sekigahara, e furono scoperti essere in contatto segreto con Ishida Mitsunari, leader della coalizione Ovest. Dopo la sconfitta della coalizione Ovest per mano di Tokugawa Ieyasu, al clan Satake fu concesso di rimanere a Hitachi ma sarebbero stati comunque puniti successivamente da Tokugawa. Infatti i ricavi del clan furono drasticamente ridotti nel 1602 e gli fu ordinato di trasferirsi nel dominio di Kubota, un feudo molto più piccolo nel nord del Giappone, dove rimasero fino al 1871.
I ricavi di Kubota erano di 205.000 koku, ed erano classificato come dei Tozama daimyō. I ricavi rimasero costanti attraverso il tempo. Il dominio ebbe spesso crisi agricole, che portò diverse rivolte contadine in tutto il corso della sua storia. Sfociò nella rivolta interna o-ie sōdō, nota come disordini Satake (佐竹騒動?, Satake-sōdō) che fu causata da problemi finanziari.

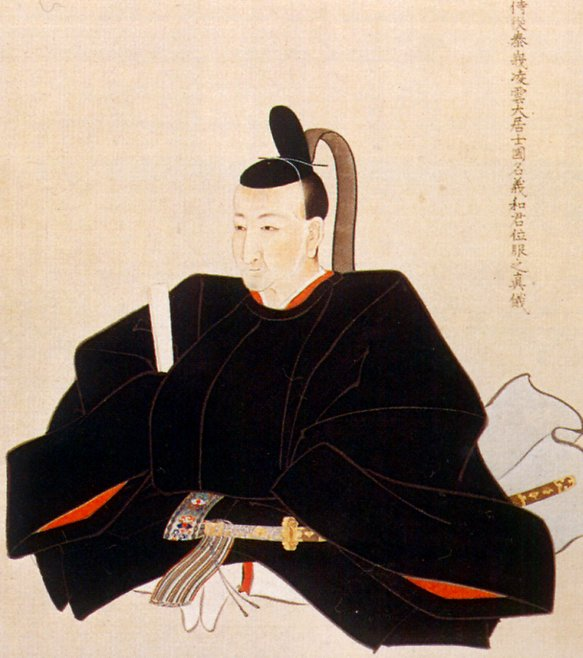
Satake Yoshimasa, IX signore di Kubota

Satake Yoshiatsu (meglio conosciuto come Satake Shozan), ottavo signore di Kubota, fu un importante artista.
Il dominio Kubota era particolare in quanto conteneva più di un castello, nonostante la regola "un castello per dominio" imposta dallo shogunato Tokugawa. Il castello principale era il castello di Kubota, ma c'erano castelli anche a Yokote e Ōdate, e cinque tenute fortificate in altre parti del dominio: Kakunodate, Yuzawa, Hayama, Jūniso, e In'nai. Ad ognuno di questi era assegnato un servitore di alto livello che lo gestiva come sua piccola città castello.
Due dei Samurai più anziani ed importanti (karō) del dominio di Kubota facevano parte di due rami della famiglia Satake. Uno era la famiglia Satake del 'nord' (Satake-hokke), con uno stipendio di 10.000 koku; l'altra era la famiglia Satake 'ovest' (Satake-nishike), stipendiata 7.200 koku. La famiglia Satake del 'nord' viveva nei pressi di Kakunodate, in una delle fortezze nominate sopra; i Satake 'ovest' risiedevano invece nei dintorni di Ōdate. Un'altra famiglia karō non imparentata con i Satake erano i Tomura, che risiedevano al castello di Yokote. Anche se nessun signore Satake teneva un ufficio nello shogunato, il clan (assieme a molti altri domini del nord del Honshū) assisteva lo shogunato nella polizia della regione di frontiera di Ezochi (oggi Hokkaidō).

## Guerra Boshin

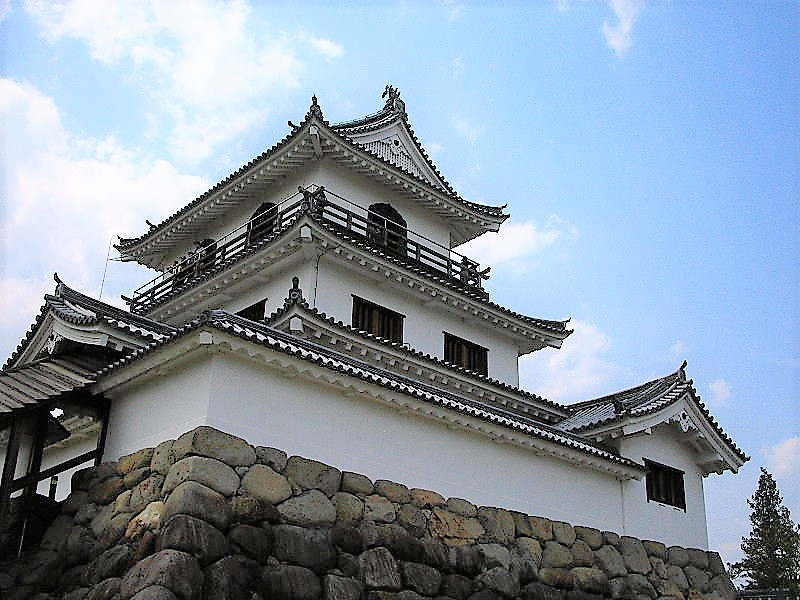
Castello di Shiroishi, quartier generale del Ōuetsu Reppan Dōmei

Dopo la restaurazione del dominio imperiale verso la fine del 1867, scoppiò la guerra Boshin tra una coalizione di domini del sud e le forze dello shogunato Tokugawa all'inizio del 1868. Dopo che la città di Edo cadde, le forze rimanenti dei Tokugawa si ritirano combattendo verso nord. I Satake furono tra i siglatari di un patto che formò l'Ōuetsu Reppan Dōmei, un'alleanza contro i domini del sud guidata dal dominio di Sendai. La delegazione Satake a Shiroishi, base dell'alleanza, fu guidata dal karō Tomura Yoshiari (noto anche come Tomura Jūdayū). Tuttavia, i Satake entrarono subito in una posizione in contrasto con l'alleanza, che culminò con l'omicidio, ad Akita, di una delegazione del dominio di Sendai il 21 agosto 1868. 
La delegazione di Sendai, guidata da Shimo Matazaemon, fu inviata al dominio di Akita per richiedere che fossero consegnati Kujō Michitaka ed altri ufficiali della delegazione imperiale che erano stati mandati nella regione per raccogliere supporto alla causa dell'imperatore. I Satake furono espulsi dall'alleanza e si allearono alle armate imperiali; undici giorni dopo, il 1º settembre 1868, il clan Tsugaru del vicino dominio di Hirosaki seguì i Satake nel cambio alleanza. Per risposta, i domini pro-alleanza di Morioka e Ichinoseki inviarono truppe per attaccare Kubota. Le forze Kubota furono messe sotto forte pressione per difendere i loro territori; le truppe alleate penetrarono profondamente nel loro territori prima della fine della guerra. Il castello di Yokote fu bruciato ed il 7 ottobre le truppe Morioka presero Ōdate, uno dei principali castelli del dominio Akita.
All'inizio del 1869 Yoshitaka diede formalmente i registri del dominio al governo imperiale, diventando governatore imperiale del dominio di Akita (han chiji). A metà del 1869, il governo imperiale premiò il servizio reso dalla linea principale del clan Satake, aumentando il suo reddito di 20000 koku.
I capi di tutti i rami del clan Satake furono aboliti come daimyō dal 1871, e gli fu ordinato di trasferirsi a Tokyo.

## Periodo Meiji e successivo
Durante il rinnovamento Meiji, Satake Yoshitaka acquisì il titolo di marchese (kōshaku). Satake Yoshisato di Iwasaki ricevette il titolo di visconte (shishaku).. La famiglia 'nord' dei Satake ricevette il titolo di barone (danshaku).
Il figlio di Yoshitaka, Yoshinao, servì il Dai-Nippon Teikoku Rikugun, e combatté durante la ribellione di Satsuma. Norihisa Satake, il corrente governatore della prefettura di Akita, è discendente del ramo 'nord' dei Satake. Yoshitoshi Satake, presidente della Toyo Engineering Corporation è discendente dei Satake 'est', una famiglia minore dei Satake.

## Capi famiglia

### Kubota
Come signori del dominio Kubota
- Satake Yoshinobu (1570–1633)
- Satake Yoshitaka (1609–1672)
- Satake Yoshizumi (1637–1703)
- Satake Yoshitada (1695–1715)
- Satake Yoshimine (1690–1745)
- Satake Yoshimasa (1728–1753)

- Satake Yoshiharu (1723–1758)
- Satake Yoshiatsu (1748–1785)
- Satake Yoshimasa (1775–1815)
- Satake Yoshihiro (1812–1846)
- Satake Yoshichika (1839–1857)
- Satake Yoshitaka (1825–1884, ultimo signore di Kubota)
- Satake Yoshinao (1854–1893)

### Iwasaki
- Satake Yoshinaga (1655–1741)
- Satake Yoshimichi (1701–1765)
- Satake Yoshitada (1730–1787)
- Satake Yoshimoto (1759–1793)
- Satake Yoshichika (1787–1821)

- Satake Yoshizumi (1802–1856)
- Satake Yoshizane (1825–1884; divenne Satake Yoshitaka, ultimo signore di Akita)[23]
- Satake Yoshitsuma (1837–1870)
- Satake Yoshisato (1858–1914)

### Kubota-Shinden
- Satake Yoshikuni (1665–1725)
- Satake Yoshikata (1692–1742)

## Membri importanti del clan
- Satake Yoshiaki (1531-1565)
- Satake Yoshishige (1547-1612)
- Satake Yoshihide (morto 1581)
- Satake Chikanao (morto 1615)